# The American Journal of Geriatric Pharmacotherapy
Das American Journal of Geriatric Pharmacotherapy, abgekürzt Am. J. Geriatr. Pharmacother., war eine wissenschaftliche Fachzeitschrift, die vom Elsevier-Verlag von 2003 bis 2012 veröffentlicht wurde. Sie erschien mit fünf Ausgaben im Jahr. Es wurden Arbeiten veröffentlicht, die sich mit der Pharmakotherapie alter Menschen beschäftigen.
Der Impact Factor lag im Jahr 2014 bei 3,128. Nach der Statistik des ISI Web of Knowledge wird das Journal mit diesem Impact Factor in der Kategorie Pharmakologie und Pharmazie an 72. Stelle von 254 Zeitschriften und in der Kategorie Geriatrie und Gerontologie an 18. Stelle von 50 Zeitschriften geführt.